# Владимир Хоровиц
Владимир Самойлович Хоровиц (на украински: Володимир Самійлович Горовиць) е американски пианист и композитор. Той е световноизвестен изпълнител в продължение на 70 години.

## Биография
Роден е в Киев (тогава в Руската империя). Дебютира 17-годишен през 1920 г. в Краков. През 1924 г. прави 24 рецитала в Ленинград, като изпълнява повече от 200 творби, а през 1925 г. отива на концертна обиколка на Европа и повече не се завръща в СССР. Хоровиц редовно получава заплахи от съветските власти и неговите баща и брат загиват в концентрационни лагери в СССР.
През 1928 г. дебютира в Карнеги Хол в Ню Йорк, а през 1944 г. става гражданин на САЩ. Продължава успешната си концертна дейност – последния си концерт дава през пролетта на 1987 г. в Германия, а следващата година записва свои изпълнения на Моцарт.
Хоровиц сключва брак с Уанда Тосканини, дъщерята на Артуро Тосканини през 1933 г. На няколко пъти се разделят поради различни причини, измежду които прикритата хомосексуалност на Владимир Хоровиц, но остават женени до смъртта му.
Двамата имат дъщеря, Соня. Тя умира от свръхдоза на 40 години през 1975 г., 17 години след като оцелява от пътна катастрофа.
Хоровиц умира в Ню Йорк на 5 ноември 1989 г. на 86 години.